# Asociación de Básquetbol de Santiago
La Asociación de Básquetbol de Santiago es una asociación de clubes de básquetbol de Chile, con sede en la ciudad de Santiago. Fue fundada el 28 de marzo de 1923, lo que la convierte en la segunda entidad de más antigüedad afiliada a la Federación de Básquetbol de Chile, solo por detrás de la Asociación de Básquetbol de Valparaíso.
Obtuvo su personalidad jurídica el 31 de octubre de 1925, a través del decreto n.º 2730.

## Campeones de la sección masculina
| Temporada | Campeón              | Subcampeón                     |
| --------- | -------------------- | ------------------------------ |
| 1923      | Y.M.C.A.             | Instituto Inglés               |
| 1924      | Internacional        | Alberto Downey                 |
| 1925      | Internacional        | Manuel Concha                  |
| 1926      | Internacional        | Alberto Downey                 |
| 1927      | Internacional        |                                |
| 1928      | Internacional        |                                |
| 1929      | Internacional        | Unión Deportiva Española       |
| 1930      | Internacional        |                                |
| 1931      | Internacional        |                                |
| 1932      | Internacional        |                                |
| 1933      | Internacional        | Unión Deportiva Española       |
| 1934      | Internacional        | Unión Deportiva Española       |
| 1935      | Unión Española       | Internacional                  |
| 1936      | FAMAE                | Internacional                  |
| 1937      | Internacional        | Sirio                          |
| 1938      | Unión Española       | Internacional                  |
| 1939      |                      |                                |
| 1940      | Unión Española       | Internacional                  |
| 1941      | Internacional        | Unión Española                 |
| 1942      | Universidad Católica |                                |
| 1943      | Internacional        |                                |
| 1944      | Sirio                | FAMAE                          |
| 1945      | YMCA                 | Barcelona                      |
| 1946      | Universidad Católica | YMCA                           |
| 1947      | FAMAE                | Sirio y YMCA                   |
| 1948      | Universidad Católica | FAMAE                          |
| 1949      | No se disputó.       | No se disputó.                 |
| 1950      | Universidad Católica | FAMAE                          |
| 1951      | Universidad Católica | FAMAE y Sirio                  |
| 1952      | Sirio                | FAMAE                          |
| 1953      | Sirio                |                                |
| 1954      | Palestino            | Sirio                          |
| 1955      | Sirio                | Palestino                      |
| 1956      | Palestino            | Sirio                          |
| 1957      | Sirio                | FAMAE                          |
| 1958      | Palestino            | Sirio                          |
| 1959      | Sirio                | Palestino                      |
| 1960      | Unión Española       | Luis Marambio                  |
| 1961      | Unión Española       | Palestino                      |
| 1962      | Unión Española       | Ferroviarios                   |
| 1963      | Unión Española       | Colo-Colo                      |
| 1964      | Unión Española       | Palestino                      |
| 1965      | Unión Española       | Universidad Católica           |
| 1966      | Unión Española       | Universidad Católica           |
| 1967      | Unión Española       | Thomas Bata                    |
| 1968      | Unión Española       | Thomas Bata                    |
| 1969      | Unión Española       | Thomas Bata                    |
| 1970      | Unión Española       | Thomas Bata                    |
| 1971      | Unión Española       | Thomas Bata                    |
| 1972      | Unión Española       | Thomas Bata                    |
| 1973      | Unión Española       | Banco del Estado               |
| 1974      | Thomas Bata          | Universidad Técnica del Estado |
| 1975      | Unión Española       | Thomas Bata                    |
| 1976      | FAMAE                | Unión Española                 |
| 1977      | Thomas Bata          | Banco del Estado               |
| 1978      | Thomas Bata          | Unión Española                 |
| 1979      | Vulco                | Unión Española                 |
| 1980      | Vulco                |                                |
| 1981      | Unión Española       | Thomas Bata                    |
| 1982      | Universidad Católica | Unión Española                 |
| 1983      | Thomas Bata          | Universidad Católica           |
| 1984      |                      |                                |
| 1985      | Universidad Católica |                                |
| 1986      | Universidad Católica | Universidad de Chile           |
| 1987      |                      |                                |
| 1988      |                      |                                |
| 1989      |                      |                                |
| 1990      | Unión Española       | Banco del Estado               |
| 1991      |                      |                                |
| 1992      | Banco del Estado     | Universidad Católica           |
| 1993      | Banco del Estado     | Universidad Católica           |
| 1994      | Universidad Católica |                                |
| 1995      | Colo-Colo            |                                |
| 1996      |                      |                                |
| 1997      |                      |                                |
| 1998      | U. de Chile          | Boston College                 |
| 1999      |                      |                                |
| 2000      |                      |                                |
| 2001      |                      |                                |
| 2002      | Boston College       | U. de Santiago                 |

## Torneo Erasmo López
| Temporada | Campeón                    | Subcampeón                  |  |
| --------- | -------------------------- | --------------------------- |  |
| 1975      | Universidad de Chile       |                             |  |
| 1976      | No se disputó              |                             |  |
| 1977      | Unión Española             | Thomas Bata                 |  |
| 1978      | Banco del Estado           | FAMAE                       |  |
| 1979      | Unión Española             | Thomas Bata                 |  |
| 1980      | Unión Española             | Vulco                       |  |
| 1981      |                            |                             |  |
| 1982      | Unión Española de Deportes | Universidad de Chile        |  |
| 1983      | Universidad de Chile       | Universidad Católica        |  |
| 1984      | Universidad de Chile       | Vibram                      |  |
| 1985      | Universidad Católica       | Universidad de Chile        |  |
| 1986      |                            |                             |  |
| 1987      | Banco del Estado           |                             |  |
| 1988      | Banco del Estado           |                             |  |
| 1989      | Banco del Estado           | Unión Española              |  |
| 1990      | Banco del Estado           | Unión Española              |  |
| 1991      | Banco del Estado           | Unión Española              |  |
| 1992      | Banco del Estado           | Universidad Católica        |  |
| 1993      | Banco del Estado           | Universidad Católica        |  |
| 1994      | Universidad Católica       | Banco Nacional de Argentina |  |

## Campeones de la sección femenina
| Temporada | Campeón              | Subcampeón           |
| --------- | -------------------- | -------------------- |
| 1933      | Universitario        | Gath y Chaves        |
| 1934      | Universitario        | Bádminton            |
| 1935      | Chacabuco            | Cabrera Gana         |
| 1936      | U. de Chile          | Enrique Correa       |
| 1937      | Enrique Correa       | U. de Chile          |
| 1938      |                      |                      |
| 1939      | U. de Chile          | Baquedano            |
| 1939      |                      |                      |
| 1940      |                      |                      |
| 1941      |                      |                      |
| 1942      | Cabrera Gana         | Universidad de Chile |
| 1943      | Cabrera Gana         | Universidad de Chile |
| 1944      | Cabrera Gana         | Universidad de Chile |
| 1945      |                      |                      |
| 1946      | Cabrera Gana         | Colo-Colo            |
| 1947      |                      |                      |
| 1948      | Famae                | Cabrera Gana         |
| 1949      | Famae                |                      |
| 1950      |                      |                      |
| 1951      | Dávila Baeza         |                      |
| 1952      | Dávila Baeza         |                      |
| 1953      | Dávila Baeza         |                      |
| 1954      | Dávila Baeza         |                      |
| 1955      | Dávila Baeza         |                      |
| 1956      | Colo-Colo            | Magallanes           |
| 1957      | Colo-Colo            | Dávila Baeza         |
| 1958      | Colo-Colo            | Magallanes           |
| 1959      | Colo-Colo            |                      |
| 1960      | Colo-Colo            | Santiago Morning     |
| 1961      | Colo-Colo            | Ferroviarios         |
| 1962      | Colo-Colo            | Juan Yarur           |
| 1963      | Colo-Colo            |                      |
| 1964      | Juan Yarur           | Colo-Colo            |
| 1965      | Colo-Colo            | Juan Yarur           |
| 1966      | Colo-Colo            | Juan Yarur           |
| 1967      | Colo-Colo            | Juan Yarur           |
| 1968      | Antonio Labán        | Juan Yarur           |
| 1969      | Antonio Labán        |                      |
| 1970      | Juan Yarur           |                      |
| 1971      | Juan Yarur           |                      |
| 1972      | Colo-Colo            | Madeco               |
| 1973      | Colo-Colo            |                      |
| 1974      |                      |                      |
| 1975      | Mademsa              |                      |
| 1976      |                      |                      |
| 1977      | FAMAE                |                      |
| 1978      | Thomas Bata          | Colo-Colo            |
| 1979      |                      |                      |
| 1980      | Thomas Bata          | Universidad de Chile |
| 1981      |                      |                      |
| 1982      |                      |                      |
| 1983      | Universidad de Chile | Thomas Bata          |
| 1984      |                      |                      |
| 1985      |                      |                      |
| 1986      |                      |                      |
| 1987      |                      |                      |
| 1988      |                      |                      |
| 1989      | Thomas Bata          | Colo-Colo            |
| 1990      |                      |                      |
| 1991      |                      |                      |
| 1992      | Thomas Bata          |                      |
| 1993      | Thomas Bata          | Colo-Colo            |
| 1994      | Thomas Bata          | Tatio                |
| 1995      | Tatio                | Thomas Bata          |
| 2008      | Colo-Colo            | Boston College       |
| 2009      |                      |                      |
| 2010      | Boston College       | Soberanía            |

## Torneo Amelia Reyes
| Temporada | Campeón              | Subcampeón                                 |
| --------- | -------------------- | ------------------------------------------ |
| 1977      | Madeco               |                                            |
| 1978      | Thomas Bata          | Universidad de Chile                       |
| 1979      |                      |                                            |
| 1980      |                      |                                            |
| 1981      | Universidad de Chile | Thomas Bata                                |
| 1982      |                      |                                            |
| 1983      |                      |                                            |
| 1984      |                      |                                            |
| 1985      | Brisas               | Colo-Colo                                  |
| 1986      |                      |                                            |
| 1987      |                      |                                            |
| 1988      | Thomas Bata          |                                            |
| 1989      | Thomas Bata          | Colo-Colo                                  |
| 1990      |                      |                                            |
| 1991      |                      |                                            |
| 1992      | Thomas Bata          | Colo-Colo, Obras Sanitarias y Lever Chile. |
| 1993      | Thomas Bata          | Colo-Colo                                  |
| 1994      | Thomas Bata          | Juvencia de Argentina                      |